# Campo magnético rotativo
Un campo magnético rotativo o campo magnético giratorio es un campo magnético que rota a una velocidad uniforme (idealmente) y es generado a partir de una corriente eléctrica alterna trifásica. Fue descubierto por Galileo Ferraris en 1885, tres años después, Nikola Tesla obtuvo la patente en 1888, es el fenómeno sobre el que se fundamenta el motor de corriente alterna.

## Historia

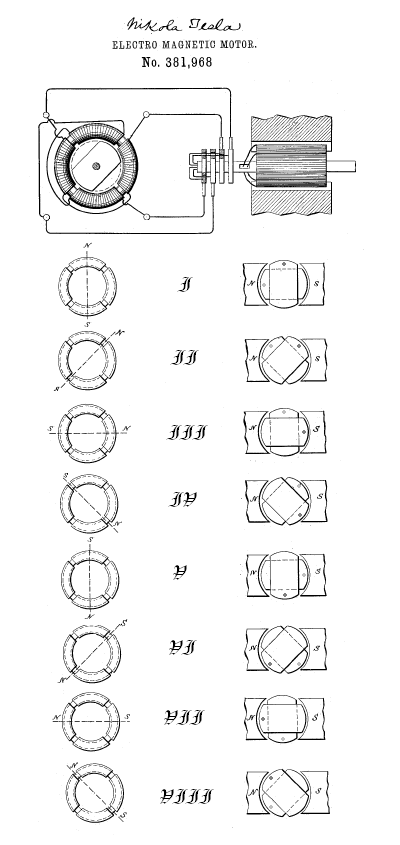
Modelo del U.S. Patent 0.381.968 de Nikola Tesla

En 1824, el físico francés, François Arago, formuló la existencia del campo magnético giratorio usando un disco de cobre y una aguja, conocida como "el disco de Arago". Los experimentadores ingleses, Charles Babbage y John Herschel, descubrieron que se podía inducir la rotación en el disco de cobre de Arago haciendo girar un imán de herradura debajo de él. El científico inglés, Michael Faraday, atribuyó más tarde el efecto de la inducción electromagnética. En 1879, el físico inglés, Walter Baily, reemplazó los imanes de herradura por cuatro electroimanes que, encendiendo y apagando interruptores manualmente, pudo demostrar el funcionamiento de un motor de inducción.
La idea de un campo magnético giratorio de un motor AC fue explorada por el físico italiano, Galileo Ferraris, y el ingeniero eléctrico serbio, Nikola Tesla. Ferraris investigó sobre la teoría y el diseño de las máquinas de corriente alterna, construyendo un modelo funcional para una demostración en un aula en 1885, pero no lo describió públicamente hasta 1888. Tesla inventó varios diseños y modelos funcionales sin éxito hasta 1887, la U.S. Patent 0.381.968. Basándose en el principio de Ferraris, Friedrich August Haselwander desarrolló el primer generador trifásico AC en 1887. La primera central eléctrica trifásica fue construida en 1891 en la ciudad de Fráncfort, inaugurada con el motor y el generador desarrollado por Mijáil Dolivo-Dobrovolsky a partir del modelo de Haselwander.

## Demostración

### Caso simétrico
En una máquina eléctrica rotatoria alimentada con excitación trifásica, simétrica y sinusoidal, la distribución espacial de la fuerza magnetomotriz en el entrehierro tiene la siguiente forma por fase:
{\displaystyle {\vec {f_{a}}}=F_{m}\cos(\omega t)\cos(x)}
{\displaystyle {\vec {f_{b}}}=F_{m}\cos {\biggl (}\omega t-{\frac {2\pi }{3}}{\biggr )}\cos {\biggl (}x+{\frac {2\pi }{3}}{\biggr )}}
{\displaystyle {\vec {f_{c}}}=F_{m}\cos {\biggl (}\omega t+{\frac {2\pi }{3}}{\biggr )}\cos {\biggl (}x-{\frac {2\pi }{3}}{\biggr )}}
La fuerza magnetomotriz resultante viene dada por la suma del aporte individual de cada fase, siguiendo el principio de superposición:
{\displaystyle {\vec {f}}={\vec {f_{a}}}+{\vec {f_{b}}}+{\vec {f_{c}}}}
Aplicando la identidad del coseno {\displaystyle \cos(\alpha )={\frac {1}{2}}(e^{j\alpha }+e^{-j\alpha })}:
{\displaystyle {\vec {f_{a}}}=F_{m}{\biggl (}{\frac {e^{j\omega t}+e^{-j\omega t}}{2}}{\biggr )}{\biggl (}{\frac {e^{jx}+e^{-jx}}{2}}{\biggr )}}
{\displaystyle {\vec {f_{b}}}=F_{m}{\biggl (}{\frac {e^{j\omega t}e^{-j{\frac {2\pi }{3}}}+e^{-j\omega t}e^{j{\frac {2\pi }{3}}}}{2}}{\biggr )}{\biggl (}{\frac {e^{jx}e^{j{\frac {2\pi }{3}}}+e^{-jx}e^{-j{\frac {2\pi }{3}}}}{2}}{\biggr )}}
{\displaystyle {\vec {f_{b}}}=F_{m}{\biggl (}{\frac {e^{j\omega t}e^{j{\frac {2\pi }{3}}}+e^{-j\omega t}e^{-j{\frac {2\pi }{3}}}}{2}}{\biggr )}{\biggl (}{\frac {e^{jx}e^{-j{\frac {2\pi }{3}}}+e^{-jx}e^{j{\frac {2\pi }{3}}}}{2}}{\biggr )}}
Se reemplaza el término {\displaystyle e^{j{\frac {2\pi }{3}}}}por el operador a:
{\displaystyle {\vec {f_{a}}}=F_{m}{\biggl (}{\frac {e^{j\omega t}+e^{-j\omega t}}{2}}{\biggr )}{\biggl (}{\frac {e^{jx}+e^{-jx}}{2}}{\biggr )}}
{\displaystyle {\vec {f_{b}}}=F_{m}{\biggl (}{\frac {a^{2}\cdot e^{j\omega t}+a\cdot e^{-j\omega t}}{2}}{\biggr )}{\biggl (}{\frac {a\cdot e^{jx}+a^{2}\cdot e^{-jx}}{2}}{\biggr )}}
{\displaystyle {\vec {f_{c}}}=F_{m}{\biggl (}{\frac {a\cdot e^{j\omega t}+a^{2}\cdot e^{-j\omega t}}{2}}{\biggr )}{\biggl (}{\frac {a^{2}\cdot e^{jx}+a\cdot e^{-jx}}{2}}{\biggr )}}
Desarrollando:
{\displaystyle {\vec {f}}={\frac {F_{m}}{4}}{\begin{pmatrix}e^{j\omega t+jx}&e^{j\omega t-jx}&e^{-j\omega t+jx}&e^{-j\omega t-jx}\\a\cdot e^{j\omega t+jx}&e^{j\omega t-jx}&e^{-j\omega t+jx}&a^{2}\cdot e^{-j\omega t-jx}\\a^{2}\cdot e^{j\omega t+jx}&e^{j\omega t-jx}&e^{-j\omega t+jx}&a\cdot e^{-j\omega t-jx}\end{pmatrix}}}
Recordando que {\displaystyle 1+a+a^{2}=0}:
{\displaystyle {\vec {f}}={\frac {F_{m}}{4}}(3\cdot e^{j\omega t-jx}+3\cdot e^{-j\omega t+jx})}
Aplicando la propiedad del coseno utilizada anteriormente, pero a la inversa:
{\displaystyle {\vec {f}}={\frac {3}{2}}F_{m}\cos(\omega t-x)}

#### Conclusiones
- La distribución espacial de la fuerza magnetomotriz resultante posee una trayectoria circular en el plano complejo cuya amplitud es {\displaystyle {\tfrac {3}{2}}}de la amplitud de la fuerza magnetomotriz de cada fase.
- Para producir un campo giratorio de este tipo, fue necesario disponer de bobinas desplazadas en 120° entre sí, alimentadas con corrientes sinusoidales desplazadas 120° en el tiempo.
- La fuerza magnetomotriz resultante puede ser producida por bobinas ficticias orientadas de tal forma, que produzcan el mismo efecto que tres bobinas orientadas simétricamente. Este punto es de vital importancia para desarrollar la teoría de control vectorial sobre las máquinas eléctricas.

Secuencia de giro basado en tres imanes.
Resultante total
Fase uno
Fase dos
Fase tres

## Principio de funcionamiento
Al repartir sobre un cilindro de hierro ferromagnético (estator para las máquinas eléctricas asíncronas) unas bobinas, se separan las entradas y salidas 120° entre sí y se alimentan con una corriente alterna, se obtiene por el efecto de la corriente conducida a través de ellas un campo magnético pulsante.
Si se colocan otras dos bobinas predispuestas igual que la primera pero de modo que los planos que las contienen se sitúan a 60° a izquierda y a la derecha de la primera bobina y se alimenta cada grupo.

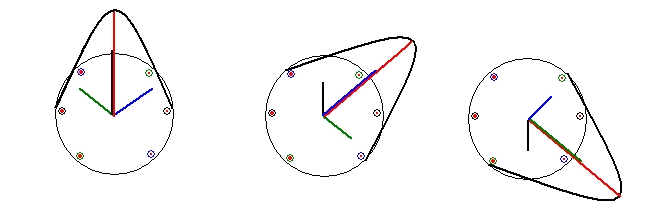
Tres posiciones del giro, con la distribución de potencia del campo resultante.

Si cada grupo de bobinas tiene un número escaso de éstas, el campo magnético creado tendrá una onda de forma cuadrada. Para aproximarla a una senoide lo que se hace es aumentar el número de bobinas en cada grupo (fase), y distribuirlas lo máximo posible en el estátor.
| Polos | RPM a 50Hz | RPM a 60Hz |
| ----- | ---------- | ---------- |
| 2     | 3000       | 3600       |
| 4     | 1500       | 1800       |
| 6     | 1000       | 1200       |
| 8     | 750        | 900        |
| 10    | 600        | 720        |
| 12    | 500        | 600        |
| 14    | 428.6      | 514.3      |
| 16    | 375        | 450        |
| 18    | 333.3      | 400        |
| 20    | 300        | 360        |